# Dicheirus brunneus
Dicheirus brunneus är en skalbaggsart som beskrevs av Pierre François Marie Auguste Dejean. Dicheirus brunneus ingår i släktet Dicheirus och familjen jordlöpare. Inga underarter finns listade i Catalogue of Life.